# Squash nos Jogos Pan-Americanos de 2015
As competições de squash nos Jogos Pan-Americanos de 2015 foram realizadas no Centro de Exposições, em Toronto, entre 11 e 17 de julho. Foram disputados seis eventos, sendo três masculinos e três femininos nas categorias individual, em duplas e por equipes.
É um dos oito esportes do Pan que não fazem parte do programa dos Jogos Olímpicos.

## Calendário
| Julho  | 7 | 8 | 9 | 10 | 11 | 12 | 13 | 14 | 15 | 16 | 17 | 18 | 19 | 20 | 21 | 22 | 23 | 24 | 25 | 26 |
| ------ | - | - | - | -- | -- | -- | -- | -- | -- | -- | -- | -- | -- | -- | -- | -- | -- | -- | -- | -- |
| Squash |   |   |   |    |    |    | 2  | 2  |    |    | 2  |    |    |    |    |    |    |    |    |    |

|  | Dia de competição |  | Dia de final |

## Medalhistas
Masculino
| Evento              | Ouro                                                    | Prata                                               | Bronze |
| ------------------- | ------------------------------------------------------- | --------------------------------------------------- | --- |
| Individual detalhes | Miguel Rodríguez COL Colômbia                           | Diego Elías PER Peru                                | Shawn Delierre CAN Canadá César Salazar MEX México                                                                                   |
| Duplas detalhes     | Andrés Herrera Juan Vargas COL Colômbia                 | Andrew Schnell Graeme Schnell CAN Canadá            | Christopher Gordon Christopher Hanson USA Estados Unidos Andrés Duany Diego Elías PER Peru                                           |
| Equipes detalhes    | Shawn Delierre Andrew Schnell Graeme Schnell CAN Canadá | César Salazar Eric Gálvez Arturo Salazar MEX México | Christopher Gordon Todd Harrity Christopher Hanson USA Estados Unidos Roberto Pezzota Leandro Romiglio Rodrigo Pezzota ARG Argentina |

Feminino
| Evento              | Ouro                                                               | Prata                                              | Bronze |
| ------------------- | ------------------------------------------------------------------ | -------------------------------------------------- | --- |
| Individual detalhes | Amanda Sobhy USA Estados Unidos                                    | Olivia Blatchford USA Estados Unidos               | Sam Cornett CAN Canadá Samantha Terán MEX México                                                             |
| Duplas detalhes     | Natalie Grainger Amanda Sobhy USA Estados Unidos                   | Sam Cornett Nikole Todd CAN Canadá                 | Samantha Terán Karla Urrutia MEX México Catalina Peláez Laura Tovar COL Colômbia                             |
| Equipes detalhes    | Amanda Sobhy Olivia Blatchford Natalie Grainger USA Estados Unidos | Sam Cornett Hollie Naughton Nikole Todd CAN Canadá | Samantha Terán Diana García Karla Urrutia MEX México Catalina Peláez Laura Tovar Karol González COL Colômbia |

## Quadro de medalhas
| Ordem | País               | Medalha de ouro | Medalha de prata | Medalha de bronze |    |
| ----- | ------------------ | --------------- | ---------------- | ----------------- | -- |
| 1     | USA Estados Unidos | 3               | 1                | 2                 | 6  |
| 2     | COL Colômbia       | 2               |                  | 2                 | 4  |
| 3     | CAN Canadá         | 1               | 3                | 2                 | 6  |
| 4     | MEX México         |                 | 1                | 4                 | 5  |
| 5     | PER Peru           |                 | 1                | 1                 | 2  |
| 6     | ARG Argentina      |                 |                  | 1                 | 1  |
| TOTAL | TOTAL              | 6               | 6                | 12                | 24 |